# Johann Hinrichs
Johann Hinrichs, född 8 augusti 1759 i Hamburg, död 1 juni 1823 i Sankt Petersburg, var en tysk musikforskare.
Hinrichs var musikforskare, musikskribent, statsråd, professor vid en statistikskola i Sankt Petersburg samt hedersledamot av Sankt Petersburgs filharmoniska sällskap. Han invaldes som utländsk ledamot nummer 26 i Kungliga Musikaliska Akademien den 27 mars 1799.